# 立道駅
立道駅（たつみちえき）は、徳島県鳴門市大麻町姫田新田にある、四国旅客鉄道（JR四国）鳴門線の駅である。駅番号はN06。

## 歴史
- 1916年（大正5年）7月1日：阿波電気軌道（後の阿波鉄道）古川 - 撫養間開業に伴い立道停留場として設置[2]。
  - 駅周辺には「立道」という地名はなく、姫田地区から辰巳方向（南東）に駅が出来たので「辰巳地」が転じて「立道」となったという[3]。他に、立道駅より南へ当時では珍しい約1.5 km以上に及ぶ直線道があり、「道が立って見える」→「立つ道」が転じて「立道」となったとの説もある。
- 1933年（昭和8年）7月1日：阿波鉄道国有化[2]。同時に停車場となる[2]。
- 1957年（昭和32年）4月1日：貨物および荷物取扱廃止[2]。
- 1970年（昭和45年）4月1日：無人駅化[4][5]。
- 1987年（昭和62年）4月1日：国鉄分割民営化によりJR四国に継承[2]。

## 駅構造

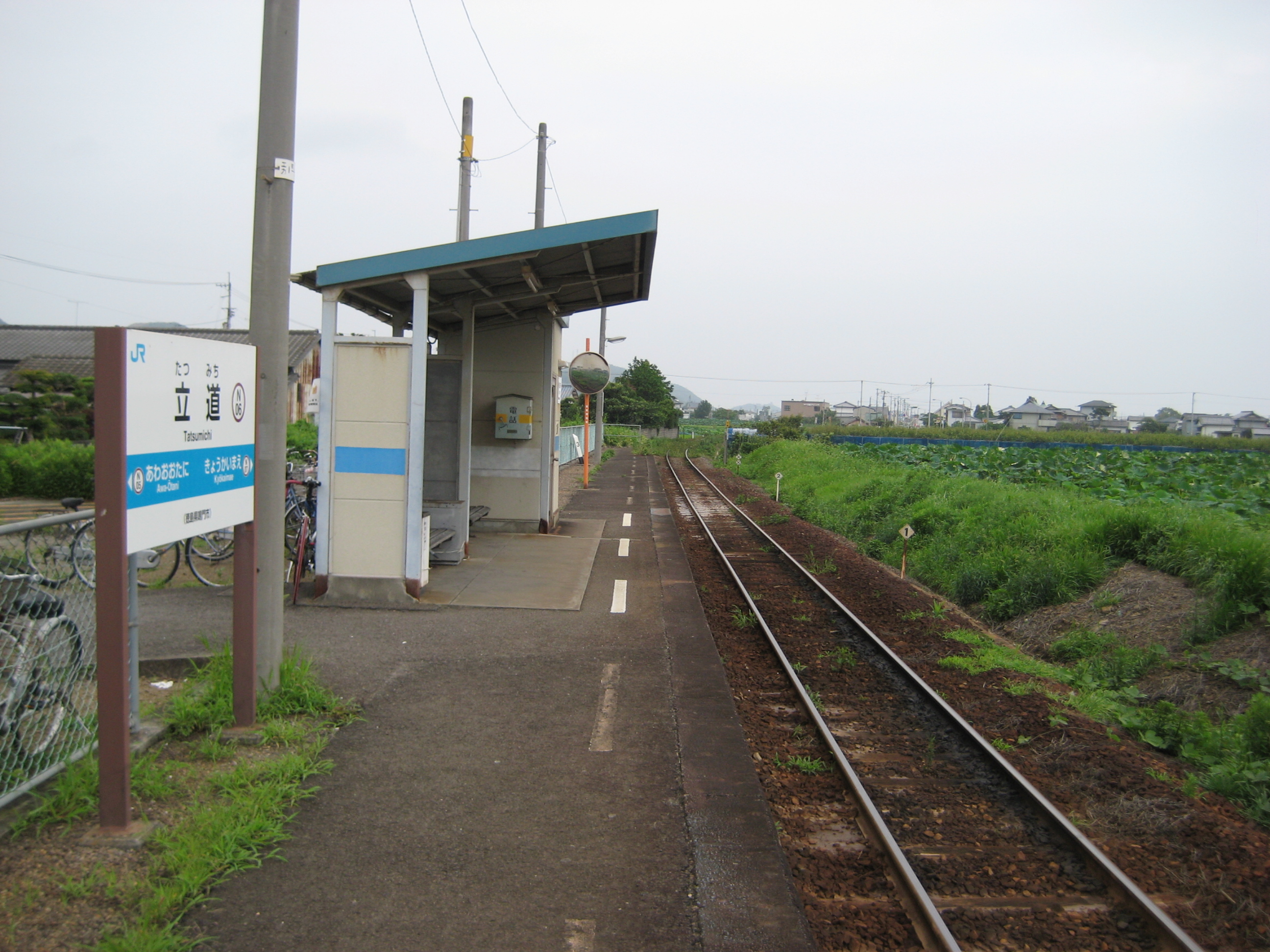
ホーム（2007年7月）

単式ホーム1面1線の地上駅。無人駅で、国鉄時代には小さなスレート葺きの駅舎があったが、現在はホーム上に開放型の待合室を持つだけである。
便所は待合室に男女共用の汲取り式がある。

## 駅周辺
- 高松自動車道
- 圓勝寺
- 音蔵寺
- 真福寺
- 徳島県道12号鳴門池田線
- 徳島県道39号徳島鳴門線
- 旧撫養街道
- 大谷川
- 徳島バス「立道」停留所

## 隣の駅
四国旅客鉄道（JR四国）
■鳴門線
■普通（平日下り1本は当駅通過）
阿波大谷駅 (N05) - 立道駅 (N06) - 教会前駅 (N07)